# Balaicz Zoltán
Balaicz Zoltán (Zalaegerszeg, 1978. augusztus 3. –) magyar politikus, Zalaegerszeg polgármestere.

## Ifjúkora
1985–1997 között az Ady Endre Általános Iskola és Gimnázium tanulója volt, ahol Harsányi Mártonné, valamint az ugyancsak Zalaegerszegért Díjas dr. Szabó Ágnes voltak az osztályfőnökei.
Felsőfokú tanulmányai során három diplomát szerzett:
- 1997–2001: Berzsenyi Dániel Tanárképző Főiskola (Szombathely), magyar–történelem szakos tanári diploma
- 2001–2003: Eötvös Loránd Tudományegyetem Bölcsészettudományi Kar (Budapest), történelem szakos bölcsész diploma
- 2010–2012: Budapesti Műszaki és Gazdaságtudományi Egyetem Gazdaság- és Társadalomtudományi Kar, közoktatási vezető diploma

Első munkahelye 2001 szeptemberétől a Széchenyi István Szakközépiskola volt, ahova Csapó József (szintén Zalaegerszegért Díjas) igazgató vette fel.

## Közéleti pályája
Szalai Annamária akkori országgyűlési képviselőtől, a Zalaegerszeg Felsőfokú Oktatásáért Közalapítvány elnökétől és dr. Gyimesi Endre akkori polgármestertől kapta azt a felkérést, hogy a városházán foglalkozzon felsőoktatási kérdésekkel. Így 9 éven át, 2001-től 2010-ig volt a Zalaegerszeg Felsőfokú Oktatásáért Közalapítvány igazgatója. Ezen évek alatt elindult Zalaegerszegen a műszaki-mérnöki oktatás, bővült a többi képzés, sikeres pályázatokon vettek részt, és önálló karrá vált a számviteli főiskolai intézet is. Munkája elismeréseként kitüntetésben részesítette a Budapesti Gazdasági Egyetem, a Nyugat-magyarországi Egyetem és a Pannon Egyetem is.
2006-ban a FIDESZ-KDNP jelöltjeként megválasztották Zalaegerszeg belvárosi térsége önkormányzati képviselőjének, majd 2010-ben újra elnyerte a helyi polgárok bizalmát. A 2006–2010 közötti ciklusban az önkormányzat Oktatási és Ifjúsági Bizottságának elnöki posztját töltötte be, 2010-ben pedig alpolgármesternek választották. 2014 októberében 64 százalékos többséggel Zalaegerszeg polgármestere lett, 2019 októberében pedig 70 százalékos arányban választották meg újra városvezetőnek.

## Családja
Édesapja id. Balaicz Zoltán Zalaegerszegért Díjas televíziós újságíró, a Zalaegerszegi Városi Televízió megalapítója és főszerkesztője, édesanyja Molnár Éva adminisztrátor. Felesége, Balaicz Zoltánné Mándli Edit, pedagógus végzettségű, korábban több intézményben is tanított, jelenleg pedig a Zalaegerszegi Szakképzési Centrum munkatársa, egyben a Zalaegerszegi Női Szalon elnöke. Gyermekük, Balaicz Vendel 2018. július 23-án született.